# Północnolondyński Meczet Centralny
Północnolondyński Meczet Centralny (ang. North London Central Mosque, Finsbury Park Mosque) – meczet zlokalizowany w Londynie, w dzielnicy Finsbury (London Borough of Islington).
Obiekt został zbudowany z funduszy saudyjskiego króla Fahda za sumę 1,3 miliona funtów. Inicjatorem jego wzniesienia był natomiast książę Walii – Karol, sympatyk islamu. Budowę ukończono w 1994. Obiekt umiejscowiono w dzielnicy będącej sercem społeczności bengalskiej. Praktycznie od początku istnienia rady powierniczej meczetu została ona zdominowana przez brutalnych ekstremistów islamskich. Kazania w obiekcie zezwolono wygłaszać m.in. radykalnemu imamowi – Abu Hamzie. Według gazety La Repubblica 29 czerwca 2001 właśnie tutaj zaproponował on plan, który zakładał "ataki przy użyciu samolotów" w celu zabicia prezydenta Georga Busha na szczycie G8. W październiku 1998 członkowie rady powierniczej apelowali do Brytyjskiego Sądu Najwyższego o wydanie zakazu wygłaszania przez niego kazań (do 2003 sąd ten nie reagował na te prośby). Zwracano też uwagę na pozostające nocą w budynku grupy mężczyzn. Byli wśród nich tacy terroryści jak: Richard Reid (tzw. Shoe Bomber), Nizar Trabelsi (piłkarz-zamachowiec z Paryża, z 2001), Zacarias Moussaoui (współplanował zamachy z 11 września 2001), Ahmed Ressam (Millennium Bomber aresztowany podczas próby zamachu na lotnisko w Los Angeles 31 grudnia 1999), Abu Anas al-Libi (jeden z najbardziej poszukiwanych terrorystów świata), czy Abu Doha (specjalista od zamachów bombowych). W 2003 policja zorganizowała przeszukanie meczetu (150 częściowo uzbrojonych funkcjonariuszy) w związku z podejrzeniem przygotowań do ataku z użyciem rycyny. Dopiero w kwietniu 2003 zakazano głoszenia kazań w meczecie Abu Hamzie, ale nadal zwoływał on piątkowe wiece na zewnątrz, ochraniane przez brytyjską policję. W swoich mowach przedstawiał on Izrael jako państwo przestępcze, a zachodnich polityków określał mianem skorumpowanych homoseksualistów. Nowy powiernikiem meczetu został w tym czasie Muhammad Sawalha, który według amerykańskich dokumentów sądowych był na początku lat 90. XX wieku istotnym bojownikiem zarządzającym terrorystycznymi operacjami Hamasu na Zachodnim Brzegu Jordanu. Według algierskiego dziennikarza Redy Hussaine w meczecie przygotowywano młodych muzułmanów do udziału w obozach szkoleniowych terrorystów.